# Isoglossa mossambicensis
Isoglossa mossambicensis är en akantusväxtart som beskrevs av Gustav Lindau. Isoglossa mossambicensis ingår i släktet Isoglossa och familjen akantusväxter. Inga underarter finns listade i Catalogue of Life.